# Gaston Picard
Pour les articles homonymes, voir Gaston Picard (homonymie) et Picard (homonymie).
Gaston Picard, né le 18 janvier 1892 à Paris où il est décédé le 9 mars 1962, est un courriériste, journaliste, poète et romancier français.
Il est surtout connu comme journaliste et fut surnommé « le prince des enquêteurs » par Paul Souday dans Le Temps.
Il a fondé plusieurs revues : L'Heure qui sonne en 1910, sous-titrée, « revue des lettres » qui se transformera puis « revue d'avant-garde », puis L’Œil de veau en 1912 « revue encyclopédique à l'usage des gens d'esprit » (codirigée avec le musicien Roland-Manuel). Cette revue a publié René Maran, Abel Gance (en tant que poète), Erik Satie et Francis Carco, ou le Bulletin des écrivains, de 1914 à 1918, fondé avec Fernand Divoire et René Bizet. Cette revue était destinée aux écrivains mobilisés.
Il épouse la femme de lettres Suzanne Sourioux en juin 1916.

## Œuvres
- 1922 La Bougie bleue
- 1928 Un pur amour en Nivernais
- 1943 Le Plus bel amour de Stendhal
- 1956 L'Affaire de la rue Basse

## Distinctions
- 1938 : Officier de la Légion d'honneur

### Prix littéraires
- 1922 : Prix Jules-Davaine pour La bougie bleue
- 1928 : Prix Montyon pour Un pur amour en Nivernais
- 1943 : Prix Calmann-Lévy pour Le plus bel amour de Stendhal
- 1956 : Prix d'Académie, pour L’affaire de la rue Basse

## Sources
- « Gaston Picard », sur Académie française (consulté le 16 janvier 2024)
- Jean-Pierre Goldenstein, « Gaston Picard, Le Prince des Enquêteurs », Études littéraires, vol. 5, no 2,‎ 1972, p. 311–318 (ISSN 0014-214X et 1708-9069, DOI 10.7202/500241ar, lire en ligne, consulté le 16 janvier 2024)